# II. Zakir
II. Zakir (vagy Zakkur) a szíriai térség jelentős államának, Hamátnak uralkodója volt az i. e. 9. század második felének végén, talán még a századfordulót is megérte. A Zakkur-sztélé felirata alapján kortársa a damaszkuszi Hadad-Ezrá unokájának, III. Barhadadnak. Ez a Barhadad i. e. 810 és i. e. 790 között uralkodott.
Zakirról csaknem kizárólag a Zakkur-sztélé alapján van tudomásunk. Ez az emlék 1902-ben Aleppótól 45 km-re, Tell Afis mellett került elő, és olvasható részén a Hamát ellen felvonuló észak-szíriai koalíció legyőzése szerepel. A szöveg a vége felé egyre olvashatatlanabb, e részeken a győzelem utáni államszervezésről lehetett szó. Zakir hangsúlyozza, hogy alacsony származású, nem nevezi meg szüleit, hatalomra kerülését az Egek Ura, Baal-Samén kegyének tulajdonítja. Valószínűleg trónbitorló volt.
Még uralkodása első szakaszában hódíthatta meg a szomszédos Laas (Laʿaš) királyságát. A damaszkusziak vezetésével Hamát ellen indított hadjárat ennek fővárosa, Hazrakh ostromával kezdődött. A hadjárat okai ismeretlenek. Talán Hamát Laas elfoglalása miatt került konfliktusba az észak-szíriai államokkal, ám az is lehet, hogy a korábbi, ma általában hettita eredetűnek tartott hamáti dinasztia megdöntése volt az ok, és a közrendű Zakir hatalmának megtörése volt a cél. A felvonuló hamátellenes koalíció tagjai, amelyek a Zakkur sztélén említésre kerülnek, valamennyien hettita felmenőkkel rendelkező uralkodóházak vezetése alatt álltak, ezért nevezzük őket újhettita királyságoknak. Zakir megvédte a várost a – felirata alapján – hatalmas ellenséges sereggel szemben. Mivel az eseményről más adat eddig nem került elő, nem tudni, mennyi a valóságalapja. Az bizonyos, hogy a karkari csatát követően a szíriai egység felbomlott, és a néhány évtizedes gyengébb asszír periódusban egymásnak estek a korábbi szövetségesek. Ekkor Zakir egészen Melídig terjesztette ki hatalmát, amely térség egészen északon, már Anatóliában fekszik.

## Külső hivatkozások
- Kingdoms of Syria – Hamath

| Előző uralkodó: Uratami | Hamát királya i. e. 9. század | Következő uralkodó: III. Zakir(?) |